# Nüstenbachtal, Hessental und Masseldorn
Das Naturschutzgebiet Nüstenbachtal, Hessental und Masseldorn liegt auf dem Gebiet der Stadt Mosbach im Neckar-Odenwald-Kreis in Baden-Württemberg.
Das Gebiet erstreckt sich nordwestlich der Kernstadt Mosbach nördlich und südlich von Nüstenbach, einem Stadtteil von Mosbach, entlang des Nüstenbaches, eines rechten Zuflusses der Elz. Durch das Gebiet verläuft die Landesstraße L 527, westlich fließt der Neckar und östlich verlaufen die B 27 und die L 525.

## Bedeutung
Für Mosbach ist seit dem  21. Januar 2016 ein 144,1 ha großes Gebiet unter der Kenn-Nummer 2.240 als Naturschutzgebiet ausgewiesen. Es handelt sich um einen „charakteristischen Landschaftsausschnitt eines Bachtales mit angrenzenden Höhenrücken im Übergangsbereich von Sandstein-Odenwald und Bauland.“ Es ist ein „reich strukturiertes Mosaik aus Mähwiesen und Weiden, Halbtrocken- und Trockenrasen, Streuobstwiesen, Hecken, Gebüschen und Wald, Schaumkalkbänken, Sinterbildungen, Doline, Nüstenbach mit gewässerbegleitenden naturnahen Stauden-, Röhricht- und Gehölzsäumen sowie bachbegleitendem Auwaldstreifen,“ ein „Lebensraum teilweise speziell angepasster, seltener und landesweit bestandsgefährdeter Tier- und Pflanzenarten.“

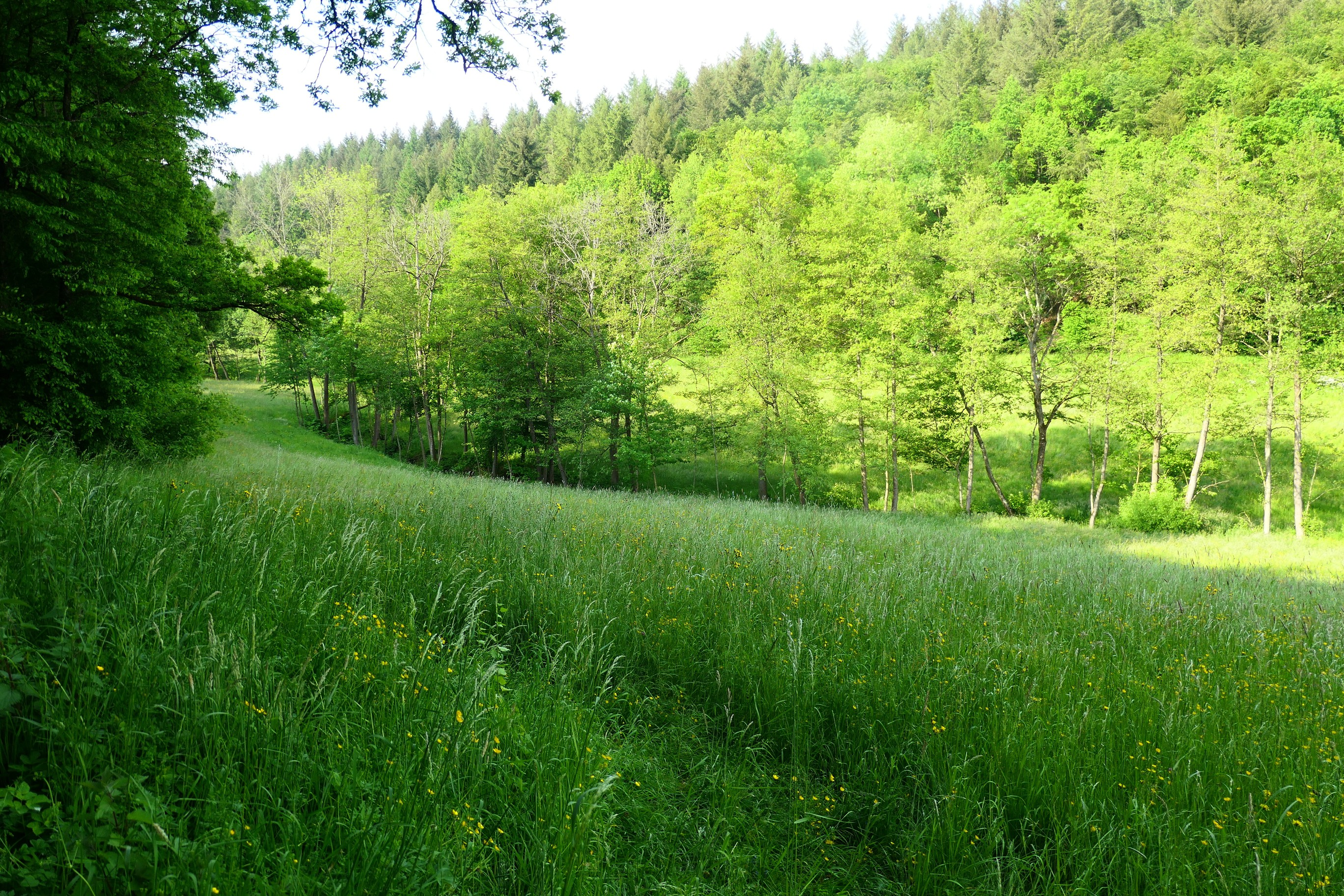
Oberes Nüstenbachtal nördlich des Ortes (2023)
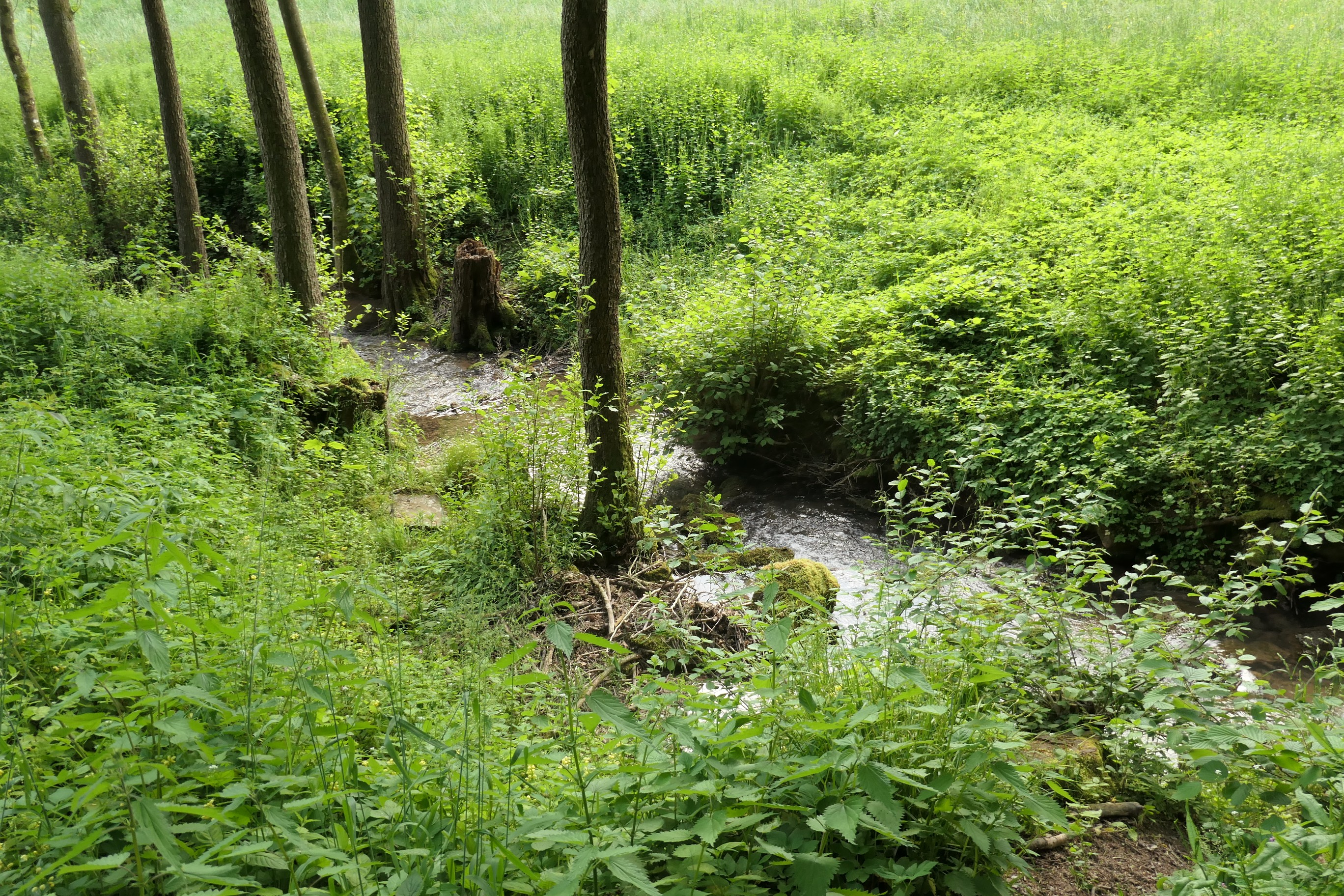
Oberlauf des Nüstenbachs (2023)
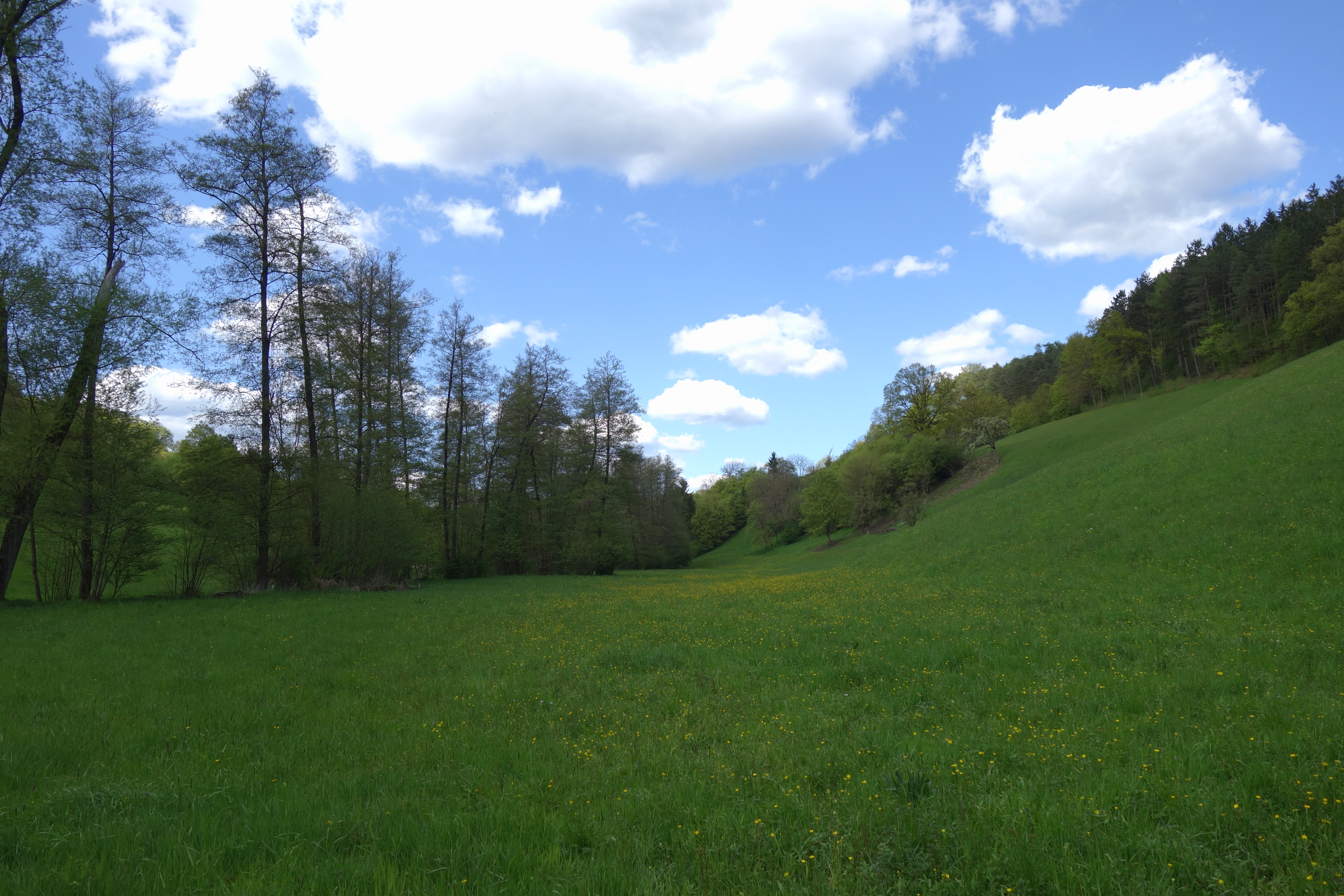
Nüstenbachtal südlich des Ortes (2016)